# تاریخچه بازاریابی

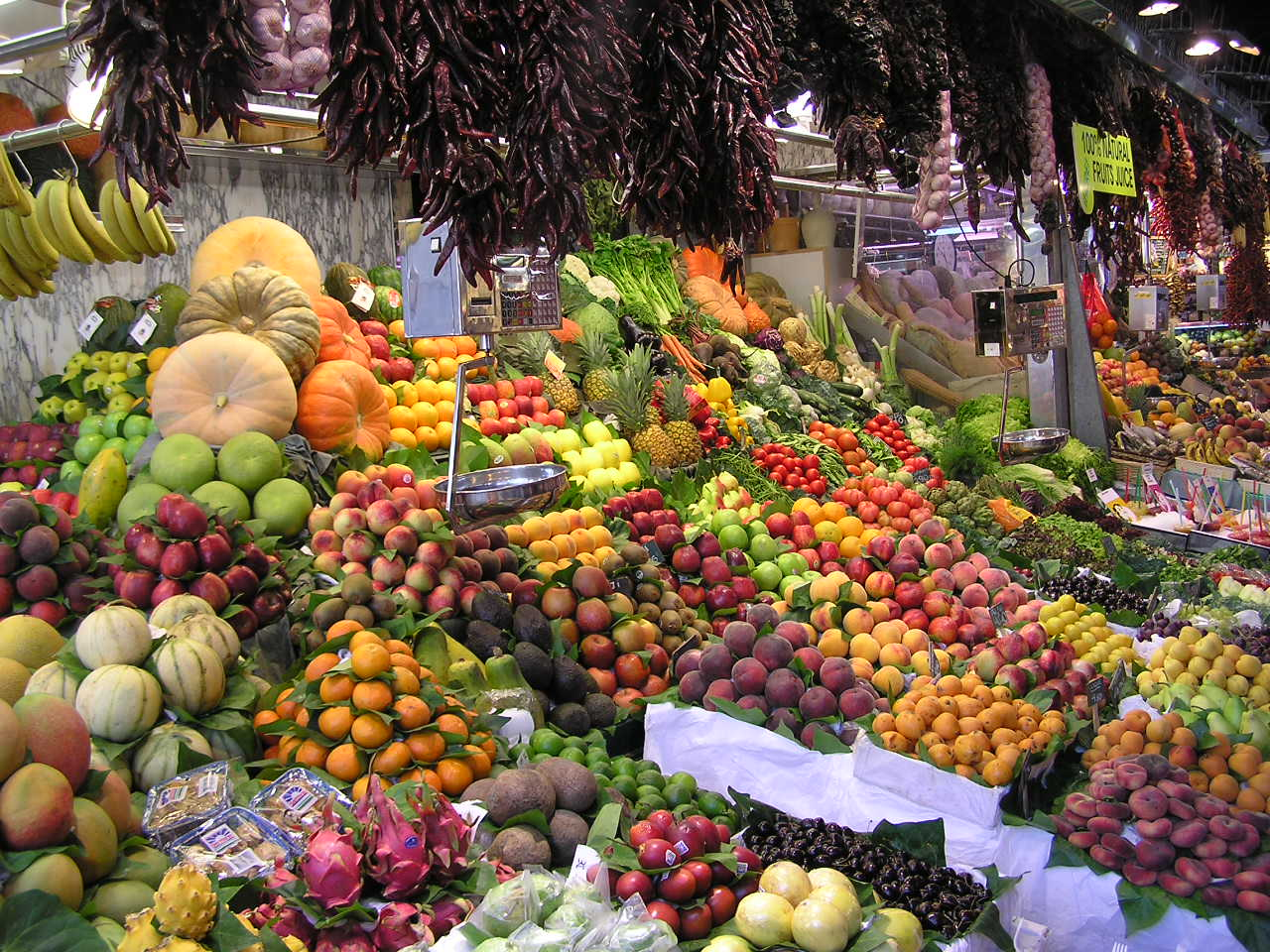
اصطلاح "بازاریابی" از کلمه لاتین "mercatus" به معنای بازار گرفته شده است. عکس: La Boqueria، بارسلونا، اسپانیا

تاریخچه بازاریابی (به انگلیسی: History of marketing) مطالعه تاریخچه بازاریابی، به‌عنوان یک رشته، معنادار است، زیرا به تعریف خطوط پایه‌ای کمک می‌کند که بر اساس آن تغییرات را می‌توان تشخیص داد و درک کرد که چگونه این رشته در پاسخ به آن تغییرات تکامل می‌یابد. روش بازاریابی برای هزاران سال شناخته شده است، اما اصطلاح "بازاریابی" که برای توصیف فعالیت‌های تجاری برای کمک به خرید و فروش محصولات یا خدمات استفاده می‌شود، در اواخر قرن نوزدهم مورد استفاده قرار گرفت. مطالعه تاریخچه بازاریابی به عنوان یک رشته دانشگاهی در اوایل قرن بیستم ظهور کرد.

## تاریخچه
بازاریابان تمایل دارند بین تاریخچه عملکرد بازاریابی و تاریخچه تفکر بازاریابی تمایز قائل شوند:

### تاریخچه عملکرد بازاریابی
به تحقیق در مورد روش‌هایی که بازاریابی انجام شده است اشاره دارد. و چگونه آن شیوه‌ها در طول زمان به عنوان پاسخ به شرایط اجتماعی-اقتصادی در حال تغییر تکامل یافته است

### تاریخچه تفکر بازاریابی
به بررسی روش‌های مطالعه و آموزش بازاریابی اشاره دارد

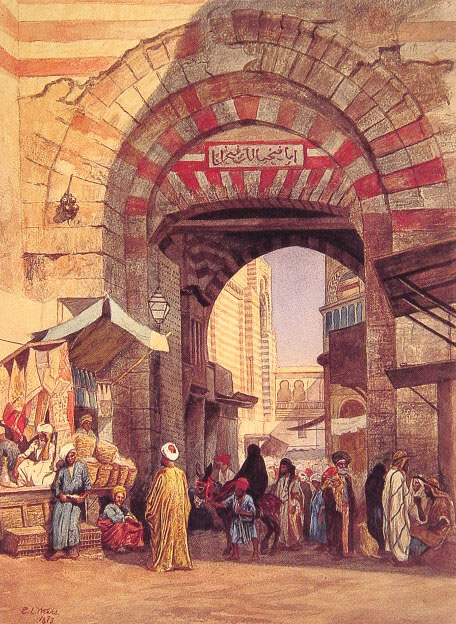
محققان شواهدی از شیوه‌های بازاریابی در بازارهای دوران باستان یافته‌اند. تصویر: بازار مور، نقاشی ادوین لرد ویکس، 1873

اگرچه تاریخ تفکر بازاریابی و تاریخچه عملکرد بازاریابی زمینه‌های مطالعاتی مجزایی هستند، اما در مقاطع مختلف با هم
تلاقی می‌کنند. متخصصان بازاریابی در شیوه‌های نوآورانه‌ای شرکت می‌کنند که توجه محققان بازاریابی را که چنین شیوه‌هایی را تدوین و منتشر می‌کنند، جلب می‌کند. در عین حال، دانشگاهیان بازاریابی اغلب روش‌ها یا تئوری‌های تحقیق جدیدی را توسعه می‌دهند که متعاقباً توسط پزشکان اتخاذ می‌شوند؛ بنابراین تحولات در تئوری بازاریابی به عملکرد بازاریابی کمک می‌کند و بالعکس. تاریخچه بازاریابی ناقص خواهد ماند اگر کسی دانشگاه را از شاغلان جدا کند.

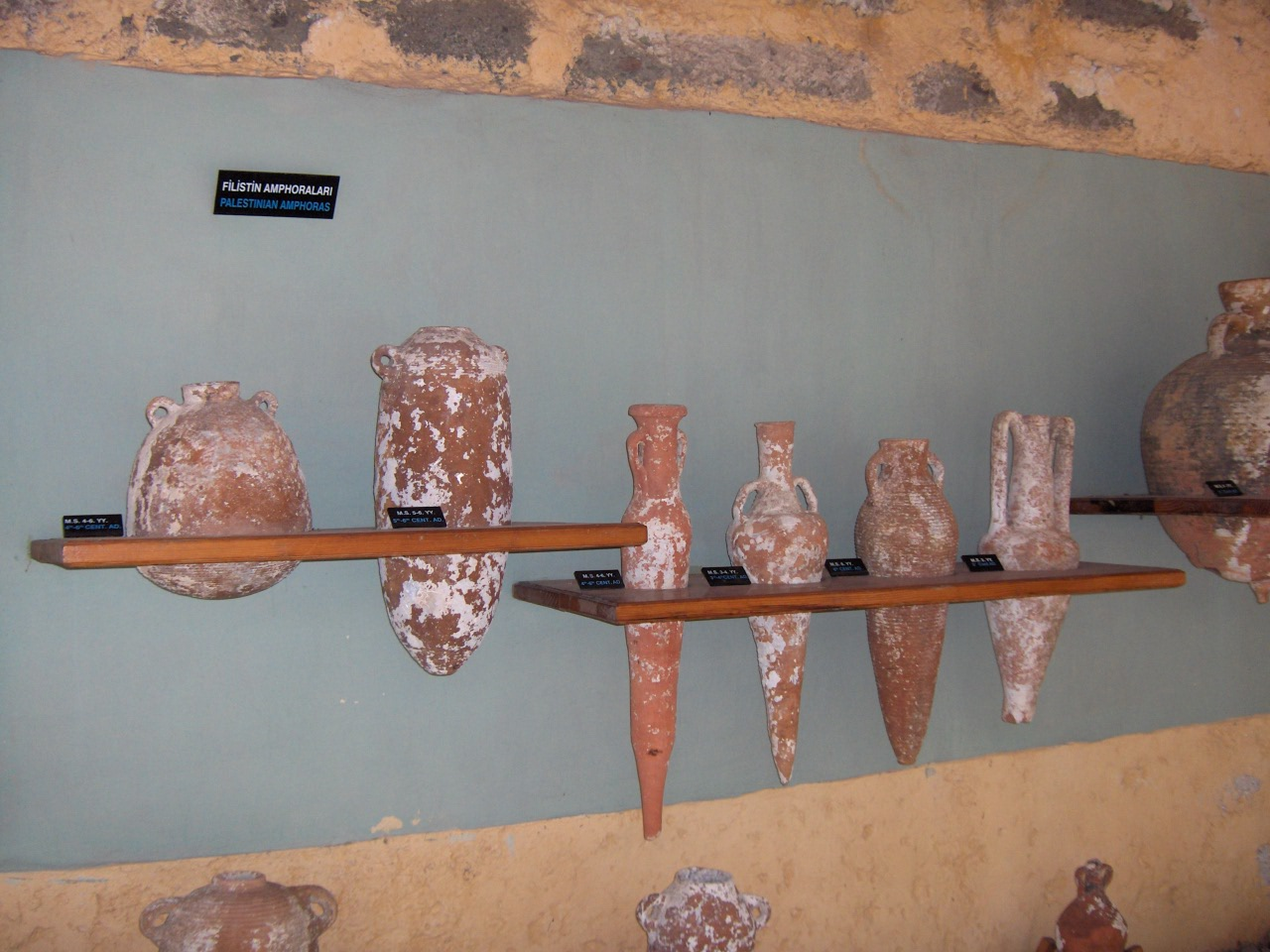
در جوامع پیش از سواد، شکل متمایز آمفورا برخی از کارکردهای برچسب را ایفا می‌کرد، اطلاعات مربوط به منطقه مبدأ، نام تولیدکننده را منتقل می‌کرد و ممکن است ادعاهای کیفیت محصول را داشته باشد.

انتشار مقاله رابرت جی کیث، «انقلاب بازاریابی» در سال ۱۹۶۰، یک کار پیشگام در مطالعه تاریخچه عملکرد بازاریابی بود. در سال ۱۹۷۶، انتشار کتاب رابرت بارتل، تاریخ اندیشه بازاریابی، نقطه عطفی در درک چگونگی تکامل تئوری بازاریابی از زمانی که برای اولین بار به عنوان یک رشته جداگانه در حدود قرن گذشته ظهور کرد، بود.

## ریشه‌شناسی
به گفته ریشه شناسان، اصطلاح «بازاریابی» برای اولین بار در قرن شانزدهم در فرهنگ لغت ظاهر شد، جایی که به فرایند خرید و فروش در بازار اشاره داشت. تعریف معاصر «بازاریابی» به عنوان فرآیندی برای انتقال کالا از تولیدکننده به مصرف‌کننده با تأکید بر فروش و تبلیغات برای اولین بار در سال ۱۸۹۷ در فرهنگ لغت ظاهر شد. اصطلاح بازاریابی مشتق شده از کلمه لاتین mercatus به معنای بازار یا تاجر است

## تاریخچه بازاریابی: مرور کلی
تاریخ دانان بازاریابی تمایل دارند به دو شاخه متمایز از تاریخ بازاریابی تقسیم شوند - تاریخچه عملکرد بازاریابی و تاریخچه تفکر بازاریابی. این شاخه‌ها اغلب عمیقاً تقسیم می‌شوند و ریشه‌های بسیار متفاوتی دارند. تاریخچه بازاریابی مبتنی بر رشته‌های مدیریت و بازاریابی است، در حالی که تاریخچه تفکر بازاریابی مبتنی بر تاریخ اقتصادی و فرهنگی است. این بدان معناست که دو شاخه انواع مختلفی از سؤالات تحقیق را مطرح می‌کنند و ابزارها و چارچوب‌های پژوهشی متفاوتی را به کار می‌گیرند.
مورخان بازاریابی تحقیقات قابل توجهی را در مورد ظهور شیوه بازاریابی انجام داده‌اند، با این حال توافق کمی در مورد زمانی که بازاریابی برای اولین بار آغاز شد وجود دارد. برخی از محققان استدلال می‌کنند که شیوه‌های بازاریابی را می‌توان در دوران باستان یافت در حالی که برخی دیگر پیشنهاد می‌کنند که بازاریابی، در شکل مدرن آن، همراه با ظهور فرهنگ مصرف‌کننده در اروپای قرن هفدهم و هجدهم پدیدار شد، در حالی که محققان دیگر پیشنهاد می‌کنند که مدرن بازاریابی تنها در دهه‌های پس از انقلاب صنعتی در بریتانیا به‌طور کامل تحقق یافت و از آنجا به اروپا و آمریکای شمالی گسترش یافت. هلندر و دیگران پیشنهاد کرده‌اند که تاریخ‌های مختلف ظهور بازاریابی را می‌توان با مشکلات مربوط به نحوه تعریف بازاریابی توضیح داد - خواه ارجاع به «بازاریابی مدرن» به عنوان یک مجموعه برنامه‌ریزی‌شده از فعالیت‌های حرفه‌ای شامل فعالیت‌هایی مانند تقسیم‌بندی، تمایز محصول، موقعیت‌یابی و ارتباطات بازاریابی در مقابل «بازاریابی» به عنوان یک توزیع و مبادله شکل ساده

## بازاریابی در دوران باستان

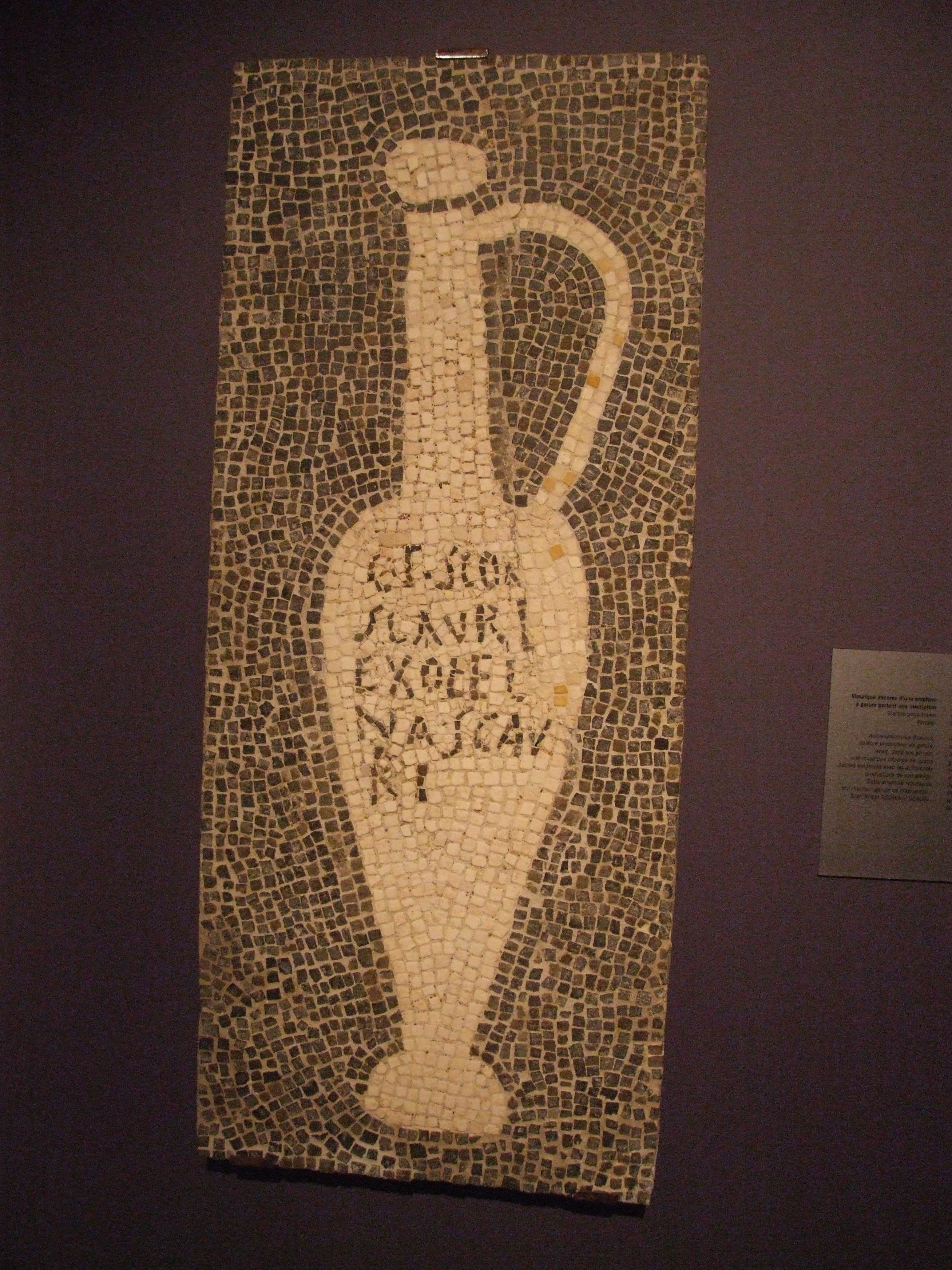
موزاییکی که ظرف گاروم را نشان می‌دهد، از خانه Umbricius Scaurus از پمپئی. کتیبه ای که روی آن نوشته شده است "G(ari) F(los) SCO(mbri) SCAURI EX OFFI(CI)NA SCAURI" به صورت "گل گاروم ساخته شده از ماهی خال مخالی محصول اسکائوروس" از فروشگاه اسکائوروس"

تعدادی از مطالعات شواهدی از تبلیغات، نام تجاری، بسته‌بندی و برچسب گذاری در دوران باستان پیدا کرده‌اند. برای مثال، Umbricius Scauras، تولیدکننده سس ماهی (همچنین به عنوان garum) در پمپئی، در حدود ۳۵ قبل از میلاد بود. نقوش موزائیک در دهلیز خانه او با تصاویر آمفورایی که دارای برند شخصی و ادعاهای کیفیت او بود تزئین شده بود. موزاییک شامل چهار آمفوره مختلف است، یکی در هر گوشه دهلیز، و دارای برچسب‌هایی به شرح زیر است:
1. G(ari) F(los) SCO[m]/ SCAURI/ EX OFFI[ci]/NA SCAU/RI ترجمه شده به عنوان "گل گاروم، ساخته شده از ماهی خال خالی، محصول Scaurus، از فروشگاه Scaurus. "
2. LIQU[minis]/ FLOS ترجمه شده به عنوان: «گل لیکوامن»
3. G[ari] F[los] SCOM[bri]/ SCAURI ترجمه شده به این صورت: «گل گاروم، ساخته شده از ماهی خال خالی، محصول اسکائوروس»
4. LIQUAMEN/ OPTIMUM/ EX OFFICI[n]/A SCAURI ترجمه شده به عنوان: "بهترین لیکوامن، از فروشگاه Scaurus"

شهرت سس ماهی Scauras به کیفیت بسیار بالایی در سرتاسر دریای مدیترانه معروف بود و شهرت آن به دور فرانسه مدرن رسید. کورتیس این موزاییک را به عنوان "تبلیغ… و نمونه ای نادر و بی چون و چرا از یک موتیف الهام گرفته شده از یک حامی و نه از هنرمند" توصیف کرده است. و برچسب زدن در استفاده نسبتاً متداول. به عنوان مثال، کوزه‌های شراب با نام‌هایی مانند "Lassius" و "L. Eumachius" مهر می‌شدند. احتمالاً به نام سازنده اشاره دارد. نان‌های کربنیزه شده که در هرکولانیوم یافت شد، نشان می‌دهد که برخی از نانوایان نان خود را با نام تولیدکننده مهر می‌زدند.
دیوید ونگرو استدلال کرده است که برندسازی پس از انقلاب شهری در بین‌النهرین باستان در قرن چهارم قبل از میلاد ضروری شد، زمانی که اقتصادهای بزرگ در مقیاس بزرگ شروع به تولید انبوه کالاهایی مانند نوشیدنی‌های الکلی، لوازم آرایشی و منسوجات کردند. این جوامع باستانی اشکال سخت‌گیرانه‌ای از کنترل کیفیت را بر کالاها تحمیل می‌کردند و همچنین نیاز داشتند که ارزش را از طریق برندسازی به مصرف‌کننده منتقل کنند. تولیدکنندگان با چسباندن مهرهای سنگی ساده به محصولاتی که با گذشت زمان به مهرهای سفالی با تصاویری تحت تأثیر تبدیل شدند، شروع کردند، که اغلب با هویت شخصی تولیدکننده مرتبط است، بنابراین به محصول شخصیتی می‌بخشید.
دیانا توئد استدلال کرده است که «عملکردهای بسته بندی مصرف کننده حفاظت، ابزار و ارتباطات هر زمان که بسته‌ها موضوع معاملات بوده‌اند ضروری بوده‌اند» (ص. ۱۰۷). او نشان داده است که آمفورهای مورد استفاده در تجارت دریای مدیترانه بین ۱۵۰۰ تا ۵۰۰ قبل از میلاد، شکل‌ها و نشانه‌های متنوعی را به نمایش می‌گذارند که اطلاعاتی را برای معاملات فراهم می‌کنند. استفاده سیستماتیک از برچسب‌های مهر شده مربوط به قرن چهارم قبل از میلاد است. در یک جامعه عمدتاً پیش از سواد، شکل آمفورا و نشانه‌های تصویری آن اطلاعاتی را در مورد محتویات، منطقه مبدأ و حتی هویت تولیدکننده می‌رساند که اطلاعات مربوط به کیفیت محصول را منتقل می‌کند.[۲۳] همه مورخان موافق نیستند که این علائم را می‌توان با مارک‌ها یا برچسب‌های مدرن مقایسه کرد. برای مثال، مور و رید استدلال کرده‌اند که شکل‌ها و نشانه‌های متمایز در ظروف باستانی را باید به جای برندهای مدرن، برندهای اولیه نامید.

## بازاریابی در قرون وسطی

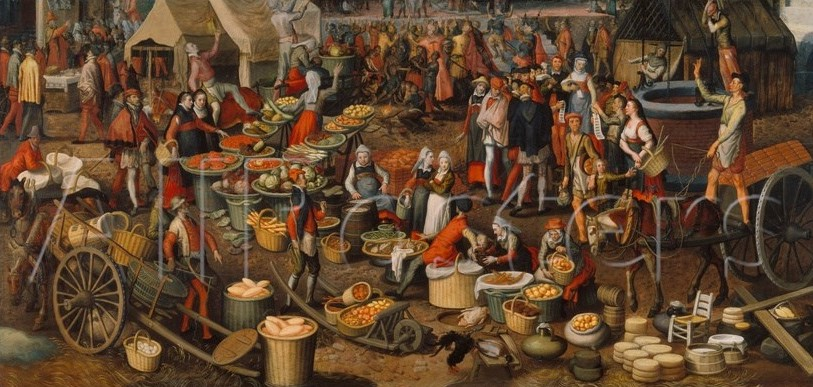
صحنه بازار توسط Pieter Aertsen, c.1550

در انگلستان و اروپا در قرون وسطی، شهرهای بازار به وجود آمدند. برخی از تحلیلگران پیشنهاد کرده‌اند که اصطلاح «بازاریابی» ممکن است ابتدا در بافت شهرک‌های بازار مورد استفاده قرار گرفته باشد که در آن اصطلاح «بازاریابی» ممکن است توسط تولیدکنندگان برای توصیف فرایند چرخ دستی و فروش محصولات و اجناس آنها در شهرک‌های بازار استفاده شده باشد. . بلینتیف شبکه‌های شهرک‌های بازار در اوایل قرون وسطی را مورد بررسی قرار داده است و پیشنهاد می‌کند که در قرن دوازدهم افزایشی در تعداد شهرک‌های بازار و پیدایش مدارهای بازرگان وجود داشت، زیرا تاجران مازاد را از بازارهای کوچک‌تر منطقه‌ای و روز متفاوت جمع‌آوری می‌کردند و مجدداً در بازار می‌فروختند. شهرهای بازار متمرکز بزرگتر.
برودل و رینولد مطالعه ای سیستماتیک از این شهرهای بازار اروپا بین قرن سیزدهم و پانزدهم انجام داده‌اند. بررسی‌های آنها نشان می‌دهد که در مناطق منطقه‌ای، بازارها یک یا دو بار در هفته برگزار می‌شد، در حالی که بازارهای روزانه در شهرها و شهرستان‌های بزرگ‌تر رایج بود. با گذشت زمان، مغازه‌های دائمی شروع به باز کردن روزانه کردند و به تدریج جایگزین بازارهای دوره ای شدند. دستفروشان برای فروش محصولات و اجناس، شکاف‌های توزیع را با رفت و آمد خانه به خانه پر کردند. بازار فیزیکی با مبادله معاملاتی مشخص می‌شد، سیستم‌های مبادله کالایی رایج بود و اقتصاد با معاملات محلی مشخص می‌شد. برودل گزارش می‌دهد که در سال ۱۶۰۰، کالاها مسافت‌های نسبتاً کوتاهی را طی می‌کردند - دانه ۵ تا ۱۰ مایل. گاو ۴۰–۷۰ مایل؛ پارچه پشمی و پشمی ۲۰ تا ۴۰ مایل. با این حال، به دنبال عصر اکتشافات اروپایی، کالاهایی از راه دور وارد می‌شد - پارچه کتان از هند، چینی، ابریشم و چای از چین، ادویه جات ترشی جات از هند و آسیای جنوب شرقی و تنباکو، شکر، رم و قهوه از دنیای جدید.

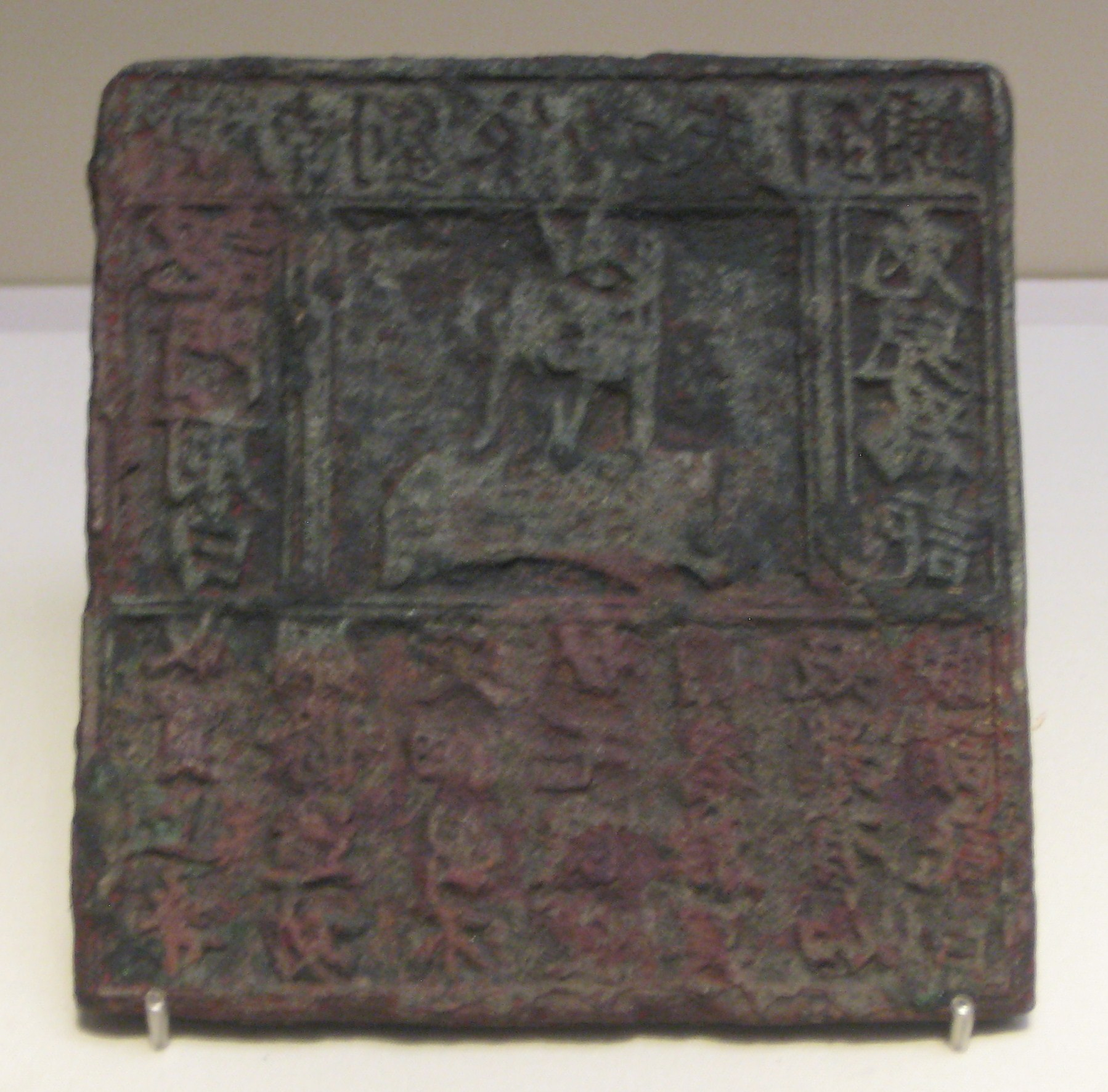
بشقاب برنزی برای چاپ آگهی برای سوزن فروشی خانواده لیو در جینان، سلسله سونگ چین. این اولین رسانه تبلیغاتی چاپی شناخته شده در جهان است.

اگرچه ظهور فرهنگ مصرف‌کننده و بازاریابی در بریتانیا و اروپا به‌طور گسترده مورد مطالعه قرار گرفته است، کمتر در مورد تحولات در جاهای دیگر شناخته شده است. با این وجود، تحقیقات اخیر نشان می‌دهد که چین تاریخچه غنی از شیوه‌های بازاریابی اولیه را به نمایش گذاشته است. از جمله برندسازی، بسته‌بندی، تبلیغات و تابلوهای خرده فروشی. از اوایل سال ۲۰۰ قبل از میلاد، بسته‌بندی و نام تجاری چینی برای نشان دادن خانواده، نام مکان و کیفیت محصول مورد استفاده قرار گرفت و استفاده از برندهای تحمیلی دولت بین سال‌های ۶۰۰ تا ۹۰۰ پس از میلاد مورد استفاده قرار گرفت. اکهارت و بنگتسسون استدلال کرده‌اند که در طول سلسله سونگ (۹۶۰–۱۱۲۷)، جامعه چین فرهنگ مصرف گرایی را توسعه داد، که در آن سطح بالایی از مصرف برای طیف گسترده‌ای از مصرف‌کنندگان عادی به جای نخبگان قابل دستیابی بود (ص. ۲۱۲). ظهور فرهنگ مصرف‌کننده منجر به سرمایه‌گذاری تجاری در تصویر شرکت با مدیریت دقیق، تابلوهای خرده‌فروشی، مارک‌های نمادین، حفاظت از علائم تجاری و مفاهیم برند بائوجی، هائو، لی، گونگ‌پین، پیازی و پین‌پای شد که تقریباً با مفاهیم غربی خانواده برابری می‌کند. وضعیت، درجه‌بندی کیفیت، و حفظ ارزش‌های سنتی چینی (ص. ۲۱۹). تحلیل اکهارت و بنگتسسون نشان می‌دهد که برندها در چین در نتیجه نیازهای اجتماعی و تنش‌های ضمنی در فرهنگ مصرف‌کننده پدید آمدند، که در آن برندها موقعیت و طبقه‌بندی اجتماعی را ارائه می‌کنند؛ بنابراین، تکامل برندها در چین در تضاد شدید با غرب است، جایی که تولیدکنندگان برندها را به منظور متمایز کردن، افزایش سهم بازار و در نهایت سود، به بازار هل دادند (ص ۲۱۸–۲۱۹).
از همان ابتدای بازاریابی چیزی در درون خودش و در تعریف بازاریابی وجود داشت که دقیقا به زبان آقای محمدحسین مهرزدان یکی از اساتید بازاریابی و مدیر عامل آژانس بازاریابی و برندسازی وینت برای شما نقل میکنم.
ایشان میگویند رمز بازاریابی ارتباط است  و ارتباط و ارتباط و هدف اصلی بازاریابی رابطه‌مند، ایجاد و حفظ روابط بلندمدت و سودمند با مشتریان است. این رویکرد بر رضایت و وفاداری مشتری تمرکز دارد و اغلب شامل برنامه‌های وفاداری، خدمات پس از فروش و ارتباطات منظم با مشتری می‌شود. برندهایی که بر رابطه‌سازی تمرکز دارند، معمولاً نرخ حفظ مشتری بالاتری دارند.

## بازاریابی در اروپای قرن هفدهم و هجدهم
محققان نمونه‌های خاصی از شیوه‌های بازاریابی را در انگلستان و اروپا در قرن هفدهم و هجدهم شناسایی کرده‌اند. با رشد تجارت بین کشورها یا مناطق، شرکت‌ها به اطلاعاتی نیاز داشتند که بر اساس آن تصمیمات تجاری را پایه‌گذاری کنند. افراد و شرکت‌ها تحقیقات رسمی و غیررسمی در مورد شرایط تجارت انجام دادند. در اوایل سال ۱۳۸۰، یوهان فوگر از آگسبورگ به گرابن سفر کرد تا اطلاعاتی در مورد صنعت نساجی بین‌المللی جمع‌آوری کند. او نامه‌های مفصلی در مورد شرایط تجارت در مناطق مربوط رد و بدل کرد.[۳۰] در اوایل دهه ۱۷۰۰، خانه‌های صنعتی بریتانیا به اطلاعاتی نیاز داشتند که می‌توان از آن برای تصمیم‌گیری‌های تجاری استفاده کرد. در اوایل قرن هجدهم، دانیل دفو، تاجر لندن، اطلاعاتی در مورد منابع تجاری و اقتصادی انگلستان و اسکاتلند منتشر کرد. دفو یک ناشر پرکار بود و در میان بسیاری از نشریات او عناوینی وجود دارد که به تجارت اختصاص داده شده است. تجارت بریتانیا بیان شده، ۱۷۰۷; تجارت اسکاتلند با فرانسه، ۱۷۱۳ و تجارت به هند به صورت انتقادی و آرام، ۱۷۲۰; همه کتاب‌هایی که در بین تجار و خانه‌های تجاری آن دوره بسیار محبوب بودند. در حالی که اکنون ممکن است چنین فعالیت‌هایی به عنوان تحقیقات بازاریابی شناخته شوند، در آن زمان به عنوان «تحقیقات تجاری» یا «هوش تجاری» شناخته می‌شدند و به عنوان بخشی از مجموعه فعالیت‌هایی که رویه بازاریابی معاصر را تشکیل می‌دهند، دیده نمی‌شدند.

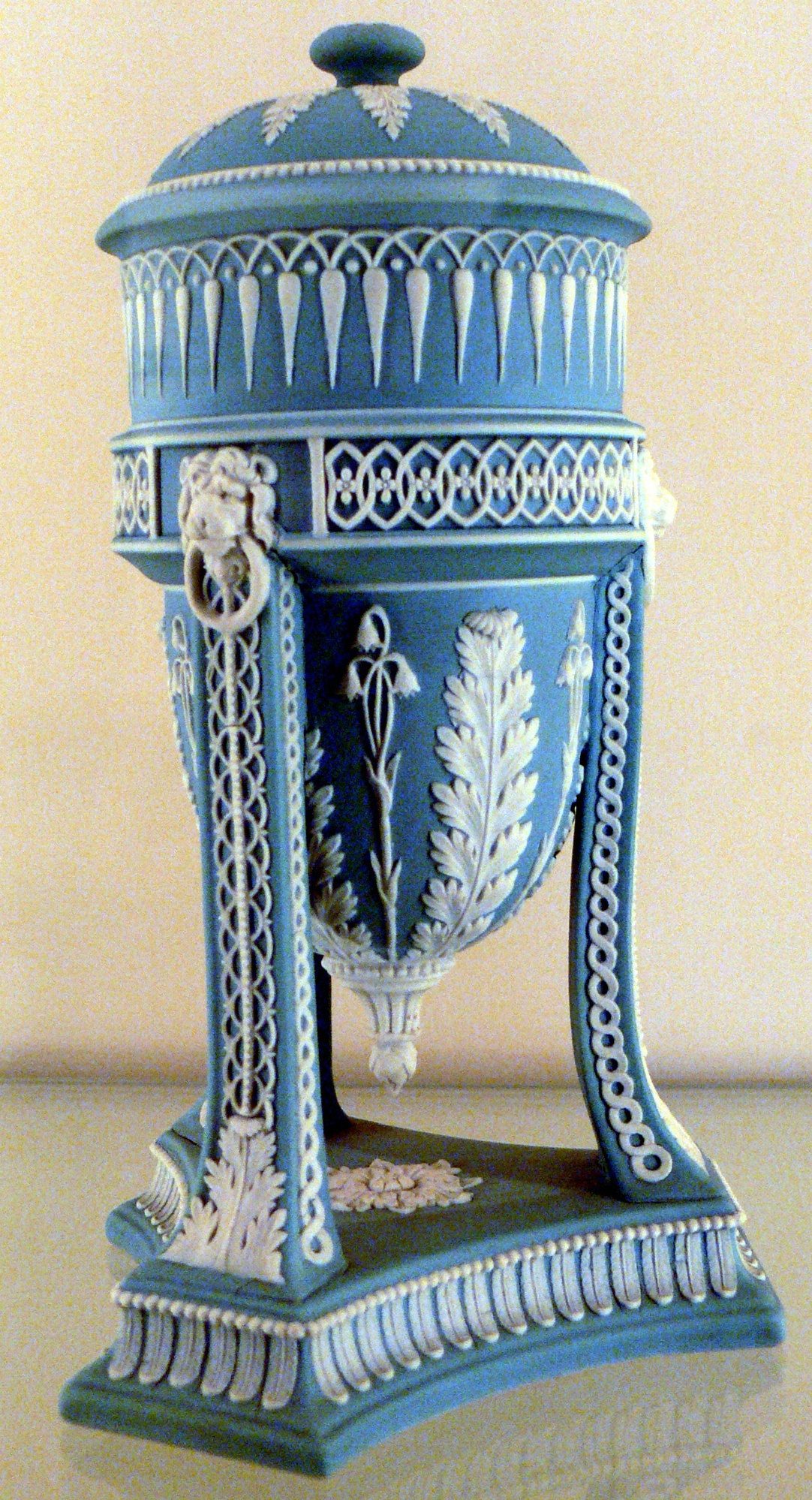
Josiah Wedgewood (1730-1795) بسیاری از تکنیک‌های بازاریابی مدرن را اختراع کرد.

تبلیغات قرن هجدهم سطح بالایی از پیچیدگی در اجرای خود و توانایی دستیابی به مخاطبان انبوه را نشان داد. مک‌کندریک، بروور و پلمب در یک بررسی عمده از جامعه مصرف‌کننده، شواهد گسترده‌ای از ابداع تکنیک‌های بازاریابی مدرن از جمله تمایز محصول توسط کارآفرینان انگلیسی قرن هجدهم پیدا کردند. پیشبرد فروش؛ رهبر ضرر؛ منسوخ شدن برنامه‌ریزی شده؛ مجلات مد؛ کمپین‌های تبلیغاتی ملی، نمایشگاه‌های مجلل، و تمرکز بر مشتریان نخبه و سلیقه ای. سفال‌سازان انگلیسی جوزیا وج‌وود (۱۷۳۰–۱۷۹۵) و متیو بولتون (۱۷۲۸–۱۸۰۹) پیشگامان روش‌های مدرن بازاریابی انبوه بودند.Wedgewood پست مستقیم، فروشندگان دوره‌گرد و کاتالوگ‌ها را در قرن هجدهم معرفی کرد. بازاریابی Wedgewood بسیار پیچیده و کاملاً «مدرن» بود، زیرا او تولید را با در نظر گرفتن فروش برنامه‌ریزی کرد. او تحقیقات جدی در مورد هزینه‌های ثابت و متغیر تولید انجام داد و تشخیص داد که افزایش تولید منجر به کاهش هزینه‌های واحد می‌شود. او همچنین استنباط کرد که فروش با قیمت‌های پایین‌تر منجر به تقاضای بالاتر می‌شود و ارزش دستیابی به صرفه‌های مقیاس در تولید را تشخیص داد. با کاهش هزینه‌ها و کاهش قیمت‌ها، Wedgewood توانست سود کلی بالاتری ایجاد کند. به‌طور مشابه، یکی از همکاران Wedgewood، متیو بولتون، پیشگام تکنیک‌های تولید انبوه اولیه و تمایز محصول در کارخانه سوهو خود در دهه ۱۷۶۰ بود. او همچنین منسوخ شدن برنامه‌ریزی شده را تمرین کرد و اهمیت «بازاریابی سلبریتی» را درک کرد - یعنی تأمین اشراف، اغلب با قیمت‌های کمتر از هزینه و به دست آوردن حمایت سلطنتی، به خاطر تبلیغات و محبت‌های ایجاد شده.
فولرتون استدلال می‌کند که عمل تقسیم‌بندی بازار قبل از اینکه بازاریابان به‌طور رسمی از این مفهوم استفاده کنند ظاهر شد. رشته‌های خاصی از شواهد نشان می‌دهد که نمونه‌های ساده ای از تقسیم‌بندی بازار قبل از دهه ۱۸۸۰ مشهود بود. مورخ تجارت، ریچارد اس. تدلو، استدلال می‌کند که هر تلاشی برای تقسیم‌بندی بازارها قبل از سال ۱۸۸۰ بسیار پراکنده بود، زیرا اقتصاد با عرضه‌کنندگان کوچک و منطقه‌ای مشخص می‌شد که عمدتاً کالاها را بر اساس محلی یا منطقه‌ای می‌فروشند. هنگامی که فروشگاه‌های خرده‌فروشی از قرن پانزدهم شروع به ظهور کردند، خرده‌فروشان نیاز داشتند که «ریف راف» را از مشتریان ثروتمندتر جدا کنند. در خارج از کلان‌شهرهای بزرگ، تعداد کمی از فروشگاه‌ها می‌توانستند به‌طور انحصاری به یک نوع مشتری خدمات ارائه دهند. با این حال، به تدریج خرده فروشی‌ها نوآوری‌هایی را معرفی کردند که به آنها اجازه می‌داد مشتریان ثروتمندتر را از طبقات پایین و دهقانان جدا کنند. یکی از تکنیک‌ها این بود که پنجره‌ای به خیابان باز می‌شد که از آن به مشتریان خدمات ارائه می‌شد. این امکان فروش کالا به مردم عادی را فراهم کرد، بدون اینکه آنها را تشویق به ورود به داخل کند. راه حل دیگری که از اواخر قرن شانزدهم رایج شد، دعوت از مشتریان مورد علاقه به اتاق پشتی فروشگاه بود، جایی که کالاها به‌طور دائم در معرض دید قرار می‌گرفتند. روش دیگری که تقریباً در همان زمان ظهور کرد، برگزاری ویترینی از کالاها در خانه شخصی مغازه دار به نفع مشتریان ثروتمندتر بود. به عنوان مثال، ساموئل پپیس، که در سال ۱۶۶۰ می‌نویسد، توصیف می‌کند که برای مشاهده جک چوبی به خانه یک خرده فروش دعوت شده است. شواهدی از تقسیم‌بندی بازاریابی اولیه در سراسر اروپا نیز مشاهده شده است. مطالعه تجارت کتاب آلمان نمونه‌هایی از تمایز محصول و تقسیم بازار را در دهه ۱۸۲۰ یافت.

### بازاریابی در قرن نوزدهم و بیستم

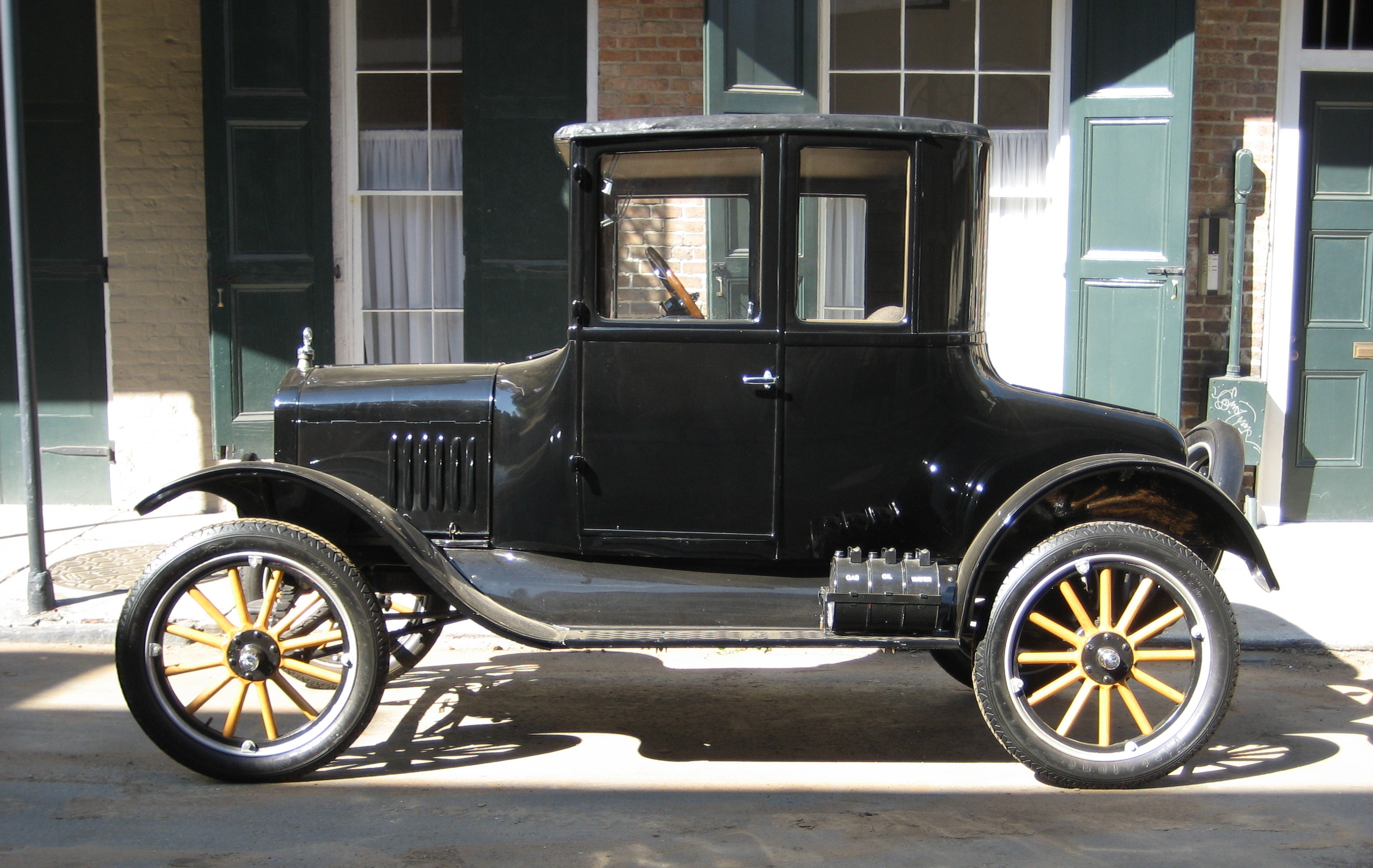
هنری فورد تولید انبوه مدل T را در سال ۱۹۰۸ آغاز کرد. فورد به قول معروفی گفت که مشتریان می‌توانند ماشینی با هر رنگی داشته باشند تا زمانی که مشکی باشد.

تا قرن نوزدهم، اقتصادهای غربی با عرضه‌کنندگان کوچک منطقه ای مشخص می‌شدند که کالاها را به صورت محلی یا منطقه ای می‌فروختند. با این حال، با بهبود سیستم‌های حمل‌ونقل از اواسط قرن نوزدهم، اقتصاد یکپارچه‌تر شد و به شرکت‌ها اجازه داد تا کالاهای استاندارد و مارک‌دار را در سطح ملی توزیع کنند. این باعث ایجاد یک ذهنیت بازاریابی انبوه بسیار گسترده‌تر شد. تولیدکنندگان به منظور دستیابی به صرفه‌جویی در مقیاس با هدف پایین نگه‌داشتن هزینه‌های تولید و همچنین دستیابی به نفوذ در بازار در مراحل اولیه چرخه عمر محصول، بر استانداردسازی دقیق اصرار داشتند. مدل T Ford نمونه ای از محصولی بود که با قیمتی مقرون به صرفه برای طبقه متوسط رو به رشد تولید می‌شد.
در اوایل قرن بیستم، با افزایش اندازه بازار، تولید مدل‌های متنوعی که در نقاط کیفی مختلف طراحی شده‌اند، برای پاسخگویی به نیازهای بخش‌های مختلف بازار جمعیتی و سبک زندگی، برای تولیدکنندگان رایج‌تر شد، و این امر منجر به عمل گسترده تقسیم‌بندی بازار شد. و تمایز محصول. بین سال‌های ۱۹۰۲ تا ۱۹۱۰، جورج بی والدرون، که در آژانس تبلیغاتی مهین کار می‌کرد، از ثبت مالیات، دایرکتوری‌های شهر و داده‌های سرشماری استفاده کرد تا به تبلیغ‌کنندگان نسبت مصرف‌کنندگان تحصیل‌کرده در مقابل بی‌سواد و ظرفیت کسب درآمد مشاغل مختلف را نشان دهد. تقسیم‌بندی جمعیتی یک جمعیت. در عرض اندکی بیش از یک دهه، پل چرینگتون گونه‌شناسی خانگی «ABCD» را توسعه داد - اولین ابزار تقسیم‌بندی اجتماعی و جمعیتی. در دهه ۱۹۳۰، محققان بازار مانند ارنست دیشتر در حال انجام تحقیقات کیفی بر روی خریداران برند بودند، متوجه شدند که عوامل جمعیت شناختی به تنهایی برای توضیح رفتار بازاریابی متفاوت گروه‌های مختلف کاربران کافی نیست. این بینش منجر به بررسی عوامل دیگری مانند سبک زندگی، ارزش‌ها، نگرش‌ها و باورها در تقسیم‌بندی بازار و تبلیغات شد.

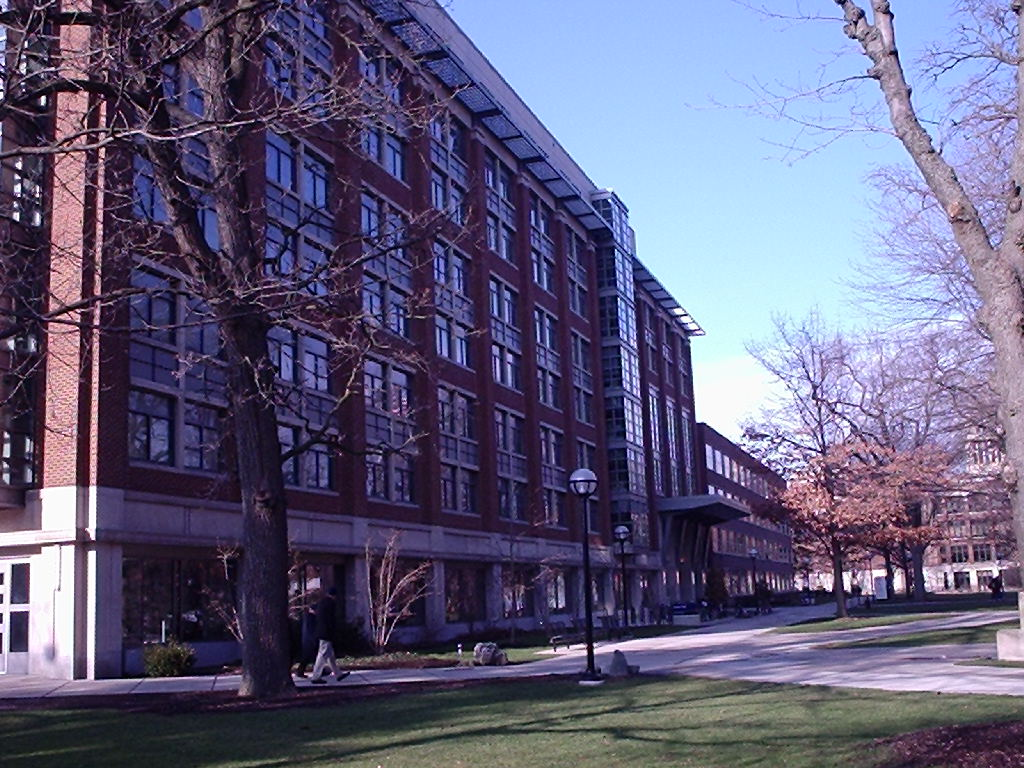
سالن Haven-Mason در دانشگاه میشیگان، جایی که اولین دوره آکادمیک بازاریابی در آن تدریس شد

با رشد صنعت، تقاضا برای متخصصان کسب و کار ماهر نیز افزایش یافت. برای پاسخگویی به این تقاضا، دانشگاه‌ها شروع به ارائه دوره‌های بازرگانی، اقتصاد و بازاریابی کردند. بازاریابی به عنوان یک رشته برای اولین بار در اوایل قرن بیستم در دانشگاه‌ها تدریس شد. با این حال، محققان تنها در اواسط قرن بیستم به بررسی تاریخچه بازاریابی علاقه‌مند شدند. از همان ابتدا، محققان تمایل داشتند دو رشته تحقیقات تاریخی را شناسایی کنند. تاریخچه عمل بازاریابی و تاریخچه تفکر بازاریابی که اساساً با ظهور آموزش بازاریابی و تشریح روشی که بازاریابی آموزش داده شده و مورد مطالعه قرار می‌گیرد، سروکار دارد. مطالعات تاریخی اولیه عمدتاً توصیفی بود.

## تاریخچه عمل بازاریابی
عمل بازاریابی ممکن است برای هزاران سال انجام شده باشد، اما به نظر می‌رسد مفهوم مدرن بازاریابی به عنوان یک عمل حرفه ای در دنیای شرکت‌های بزرگ پس از صنعتی ظهور کرده است. علاوه بر مطالعات فرهنگ‌ها یا دوره‌های زمانی خاص، که در بخش قبل مورد بحث قرار گرفت، برخی از مورخان بازاریابی به دنبال نوشتن تاریخچه‌های کلی تری از تکامل بازاریابی در دوران مدرن بوده‌اند. یک سؤال کلیدی که محققان را به خود مشغول کرده است این است که آیا می‌توان جهت‌گیری‌ها یا ذهنیت‌های خاصی را شناسایی کرد که دوره‌های کلیدی در تکامل بازاریابی را مشخص می‌کند؟ بازاریابان در مورد روشی که شیوه بازاریابی در طول زمان تکامل یافته است، اختلاف نظر دارند.

### جهت‌گیری‌ها و فلسفه‌ها
در ادبیات بازاریابی، بحث‌های مستمر پیرامون جهت‌گیری‌ها یا فلسفه‌هایی است که ممکن است در دوره‌های زمانی مختلف از عملکرد بازاریابی آگاه باشند. جهت‌گیری را می‌توان به‌عنوان «نوع فعالیت یا موضوعی تعریف کرد که به نظر می‌رسد یک سازمان بیشتر به آن علاقه‌مند است و بیشتر به آن توجه می‌کند». در رابطه با گرایش‌های بازاریابی، این اصطلاح به عنوان «فلسفه مدیریت کسب و کار» تعریف شده است. یا «یک وضعیت ذهنی شرکتی» یا به عنوان یک «فرهنگ سازمانی»

### دوره‌های رایج

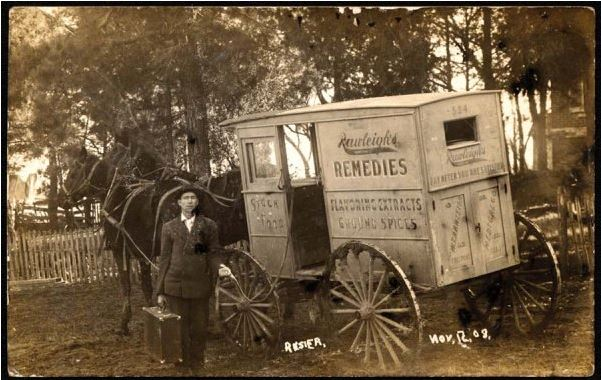
به نظر می‌رسد جهت‌گیری فروش، که اغلب با فروش خانه به خانه مشخص می‌شود، در طول رکود بزرگ دهه ۱۸۹۰ آغاز شده و تا به امروز ادامه دارد. تصویر: فروشنده رالی در سال 1915

فقدان توافق عمومی بین محققان در مورد اینکه دوره‌های کاملاً قابل شناسایی چیست و جهت‌گیری که هر دوره متمایز را مشخص می‌کند، فهرستی طولانی از جهت‌گیری‌ها را ایجاد کرده است. فضا از توصیف جامع همه دوره‌ها یا دوره‌ها جلوگیری می‌کند. با این حال، ویژگی‌های برجسته دوره‌های متداول ذکر شده در بخش زیر ظاهر می‌شود.

### جهت‌گیری تولید

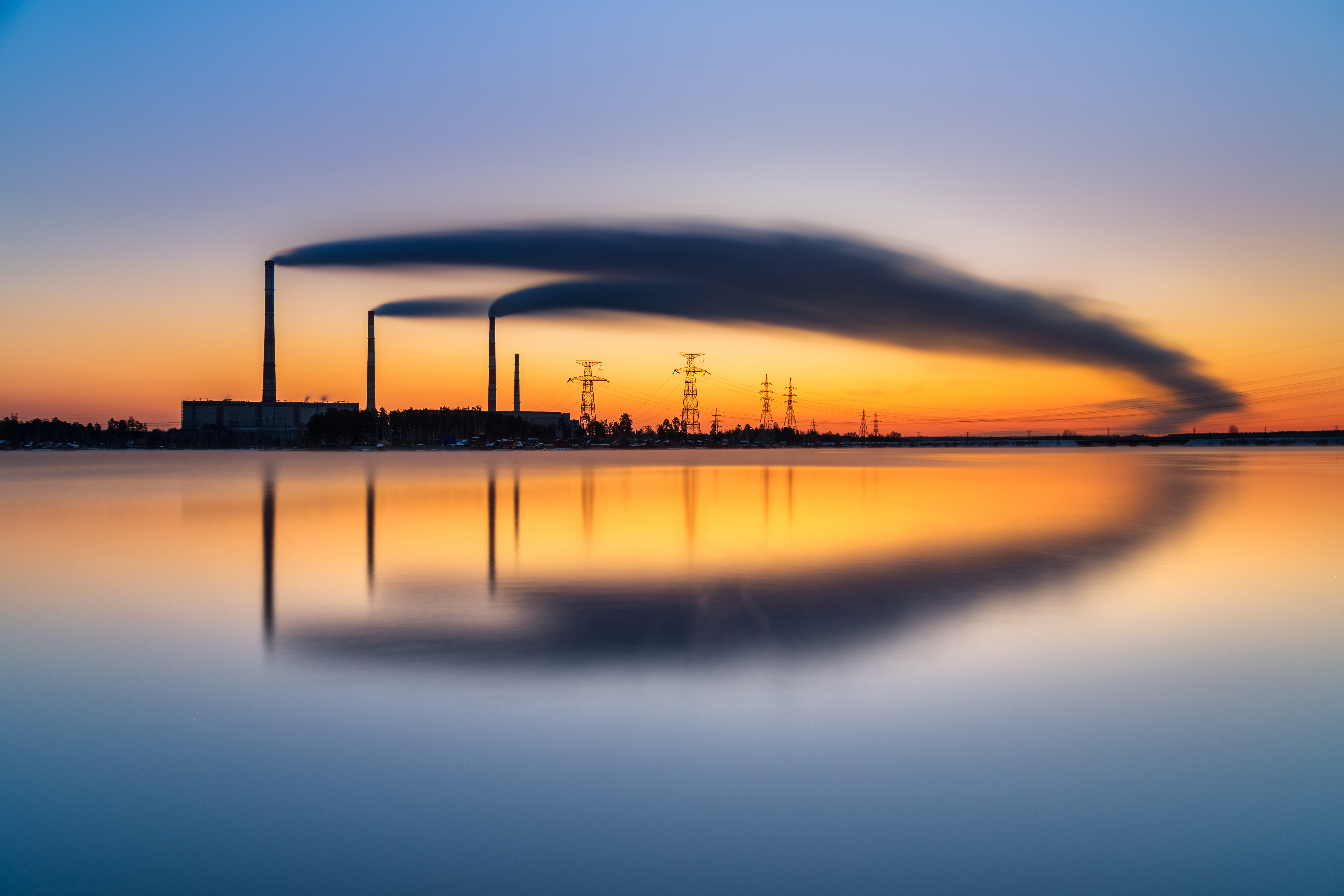
گرایش تولید یکی از قدیمی‌ترین فلسفه‌هایی است که فروشندگان را راهنمایی می‌کند
جهت‌گیری تولید اغلب به‌عنوان اولین مورد از به‌اصطلاح جهت‌گیری‌هایی پیشنهاد می‌شود که بر اندیشه‌های تجاری مسلط بودند. کیت دوره تولید را از دهه ۱۸۶۰ تا ۱۹۳۰ تعیین کرد، اما نظریه‌پردازان دیگر استدلال می‌کنند که شواهدی از جهت‌گیری تولید هنوز در برخی شرکت‌ها یا صنایع یافت می‌شود. به‌طور خاص کاتلر و آرمسترانگ اشاره می‌کنند که فلسفه تولید «یکی از قدیمی‌ترین فلسفه‌هایی است که فروشندگان را راهنمایی می‌کند» و «هنوز در برخی موقعیت‌ها مفید است»

### گرایش فروش
به نظر می‌رسد جهت‌گیری فروش، که اغلب با فروش خانه به خانه مشخص می‌شود، در طول رکود بزرگ دهه ۱۸۹۰ آغاز شده و تا به امروز ادامه دارد. تصویر: فروشنده رالی در سال 1915
تصور می‌شود که جهت‌گیری فروش در دوران رکود بزرگ آغاز شده و تا دهه ۱۹۵۰ ادامه داشته است، اگرچه نمونه‌هایی از این جهت‌گیری هنوز هم امروزه یافت می‌شود. کاتلر و همکاران توجه داشته باشید که مفهوم فروش «معمولاً با کالاهای ناخواسته انجام می‌شود».
جهت‌گیری فروش با موارد زیر مشخص می‌شود:
فروش تهاجمی برای پیشبرد محصولات، اغلب شامل فروش خانه به خانه است
پذیرش هرگونه فروش یا رزرو ممکن، صرف نظر از مناسب بودن آن برای تجارت
تمرکز معاملاتی قوی (روابط بالقوه را نادیده می‌گیرد)

## گرایش بازاریابی
گرایش بازاریابی یا مفهوم بازاریابی در دهه ۱۹۵۰ ظهور کرد.
ویژگی‌های گرایش بازاریابی:
درک کامل نیازها، خواسته‌ها و رفتارهای مشتری باید نقطه کانونی تمام تصمیمات بازاریابی باشد.
تلاش‌های بازاریابی (فروش، تبلیغات، مدیریت محصول، قیمت گذاری) باید یکپارچه و هماهنگ با مشتری باشد
مفاهیم جدید محصول باید از تجزیه و تحلیل گسترده بازار و آزمایش محصول ناشی شود

## مفهوم بازاریابی اجتماعی (سوشیال مدیا)
فیلیپ کاتلر اولین پیشنهاد جهت‌گیری یا مفهوم بازاریابی اجتماعی در مقاله ای که در هاروارد بیزینس ریویو در سال ۱۹۷۲ منتشر شد، با این حال، برخی از مورخان بازاریابی، به ویژه Wilkie و Moore، استدلال کرده‌اند که دیدگاه اجتماعی در تئوری بازاریابی و در متون بازاریابی مشهود بوده است، از زمان پیدایش این رشته در اوایل دهه ۱۹۰۰ یا اینکه بازاریابی اجتماعی صرفاً بسط مفهوم بازاریابی است.
مفهوم بازاریابی اجتماعی این موضع را اتخاذ می‌کند که بازاریابان مسئولیت اجتماعی بیشتری نسبت به جلب رضایت مشتریان و ارائه ارزش برتر به آنها دارند. درعوض، فعالیت‌های بازاریابی باید به نفع رفاه کلی جامعه باشد. سازمان‌های بازاریابی که مفهوم بازاریابی اجتماعی را پذیرفته‌اند، معمولاً گروه‌های ذینفع کلیدی شامل: کارکنان، مشتریان، جوامع محلی، عموم مردم و دولت را شناسایی می‌کنند و تأثیر فعالیت‌های خود را بر همه ذینفعان در نظر می‌گیرند. آنها تضمین می‌کنند که فعالیت‌های بازاریابی به محیط زیست آسیب نمی‌زند و برای جامعه گسترده‌تر خطرناک نیست. بازاریابی اجتماعی به بازاریابی پایدار تبدیل شد.

## جهت‌گیری رابطه
با شروع دهه ۱۹۹۰، مرحله جدیدی از بازاریابی به نام بازاریابی رابطه مند ظهور کرد. تمرکز بازاریابی رابطه مند بر یک رابطه بلندمدت است که هم برای شرکت و هم برای مشتری سودمند است. این رابطه مبتنی بر اعتماد و تعهد است و هر دو شرکت تمایل دارند فعالیت‌های عملیاتی خود را تغییر دهند تا بتوانند با هم کارآمدتر کار کنند. یکی از برجسته‌ترین دلایل بازاریابی رابطه مند از این ایده کاتلر ناشی می‌شود که هزینه به دست آوردن یک مشتری جدید حدود پنج برابر بیشتر از حفظ رابطه با یک مشتری موجود است. رویکرد بازاریابی رابطه مند به دنبال به حداکثر رساندن ارزش تمام مبادلات بالقوه ای است که یک سازمان می‌تواند در آینده داشته باشد.
ویژگی‌های بازاریابی رابطه مند عبارتند از:
روی رابطه بین فروشنده و خریدار تمرکز کنید
سرمایه‌گذاری در طول عمر روابط به جای معاملات واحد با محاسبه ارزش طول عمر مشتری (CLV)
جهت‌گیری بر روی مزایای محصول و/یا ارزش مشتری
خدمات مشتری، تعهد و تماس بهتر
کیفیت دغدغه همه است
همه فعالیت‌ها با رابط مشتری هماهنگ می‌شوند، از جمله مشارکت مشتری در فرآیندهای شرکت
پیشنهادها سفارشی که در آن عملی است

## بازاریابی بعد از اینترنت و ظهور دیجیتال مارکتینگ
اصطلاح بازاریابی دیجیتال یا دیجیتال مارکتینگ اولین بار در دهه ۱۹۹۰ مطرح شد. اولین موتور جست‌وجو توسط یاهو به وجود آمد. موفقیت یاهو در سال‌های اول فعالیت موتور جست‌وجویش باعث به وجود آمدن شرکت‌های اینترنتی دیگر مانند HotBot، LookSmart، MSN  و گوگل شد. اولین کمپین آنلاین توسط شرکت Bristol-Myers Squibb راه‌اندازی شد و بسیار موفقیت‌آمیز بود. به‌ طوری که در همان روز اول، ۳۰۰۰ نفر نام خود را در لیست مشتریان برای استفاده از خدمات وارد کردند. درنتیجه بازاریابی آنلاین رواج پیدا کرد و شرکت‌های بزرگی در این زمینه شروع به فعالیت کردند.
ایده‌ها‌ی بازاریابی، با توجه به شناخت ما در عصر مدرن کنونی، در جریان انقلاب صنعتی آغاز شدند. این دوره، اواخر قرن هجدهم آغاز شد و تا قرن نوزدهم ادامه یافت. انقلاب صنعتی، دوره‌ی تغییرات سریع اجتماعی بود که نوآوری‌ها در‌‌ صنایع علمی و فنی، محرک آن بودند. در جریان انقلاب صنعتی بود که مردم به تدریج دریافتند، خرید کالاها نسبت به ساختن آنها، آسان‌تر است. تولید انبوه، صنایع بسیاری را ایجاد کرد که همگی آنها در جهت برطرف کردن نیازهای بازار رو به رشد مصرف‌کننده‌، تلاش می‌کردند. زیرساخت‌های حمل‌ و نقل و رسانه‌ها شکل گرفتند. در این بین، تولیدکنندگان نیاز پیدا کردند برای گسترش کالاهای مورد نیاز مشتریان، راه‌های بهتری پیدا کنند و برای مطلع کردن آنها از این کالاها، رویکرد پیچیده‌تری را در پیش بگیرند.